# 桑嶋忠陳
桑嶋 忠陳（くわしま ただつら）は、江戸時代の御家人。

## 略歴
桑嶋忠久の嫡男として生まれる。
貞享3年（1686年）3月1日に徳川綱吉に初めて謁見し、元禄2年（1689年）7月5日に江戸城の馬医見習いとなる。享保2年（1717年）2月24日、家督を継ぎ馬医となる。
元文3年（1738年）2月20日没。享年74。